# プロ野球ドリームナイン
プロ野球ドリームナイン（プロやきゅうドリームナイン）は2011年より開始し2019年まで配信したmixi、GREE版のブラウザカードゲーム。

## 概要
配信当初はダルビッシュ有や浅尾拓也のスーパースターカードの人気が高く、課金制度も整備されていなかった時代だったため、青天井で課金をするユーザーが多く見られた。シーズンオフになるとダルビッシュ有のメジャー移籍に伴ってカードが使用不可となり、価値が大暴落した。
2012年になると糸井嘉男のカード価値が高騰。
また、OB選手や現役名選手のタイムスリップカードも配信されるようになり、巨人の桑田真澄、西武の松井稼頭央のTSSカードは非常に高いステータスだったこともあり、人気を博した。一方でタイムスリップカードは在籍チームが12球団外の扱いだったことから、強力コンボが発動できないというデメリットもあった。
シーズン終盤にはスーパースターを上回る新たなレアリティカードとなるドリームスターが実装。配出率は課金ガチャで0.1%という渋い内容であった。
2013年になると、カードデザインを一新し、高レアリティカードには特殊能力も付与された。また、スーパースターカードには赤ノーマル版と青強化版が存在し、同じレアリティ帯でもステータスが差別化されていた。選手の連携レベルを強化するアイテムとして、連携強化書と連携極意書も実装され、今まで入手機会が少なかった選手カードの連携レベルが容易に上げられるようになった。
勝ち抜きルールで全国1位を決める全国対人戦も初めて開催された。初代優勝者はネギ坊、準優勝はひで坊（似たネーミングだが、特に面識はない）。
これを機に、高額課金ユーザーとして掲示板内でも有名だった寺本というユーザーがネギ坊への嫉妬心からか、執拗に執着する言動で周りを巻き込むことがしばしば見られ、最終的に迷惑行為が原因で運営より強制退会処分とされた。
以後も寺本と見られるユーザーがアカウントを変えては掲示板を荒らしていたが、その都度運営から同様の措置を受けている。
2014年には更なる高レアリティ帯であるドリームスーパースターが実装。
2015年にはその上位版となるアルティメットスターが実装。
2016年にはアルティメットスーパースターまで実装した。
2017年にはウルトラアルティメットスーパースターを実装し、度重なる高レアリティカードの実装によって更なる盛り上がりを狙った運営だったが、実装ペースの早さと、過去に強化したカードの価値が暴落することでユーザー離れが加速し、KONAMIグループから「採算がとれない」との理由によって、2019年ゲーム配信終了を迎えた。
ゲーム配信終了後もプロ野球人気は続いており、短期間で高レアリティカードを多数配出したことによるインフレ加速がゲーム配信終了の原因と見られている。運営による目先の利益追求が全体的な崩壊を招いたとして、運営方法のモデルとする会社も多い。
同様のケースでゲーム配信終了や衰退に追い込まれたものとして、『探検ドリランド』、『パズドラ』、『ドラゴンクエストどこでもモンスターパレード』などが挙げられる。プロ野球ドリームナインに関しても、全盛期は年間売上が50億円以上であったことから、mixiに付随したゲームコンテンツとしては破格の人気であった一方、現在も配信が続いていれば、大谷翔平人気に乗じて莫大な利益をあげられていたと考えられる。究極の機会損失モデルとして、不名誉なものとなってしまった。